# Маґдалена Абаканович
Марта Магдалена Абаканович (пол. Marta Magdalena Abakanowicz-Kosmowska; *20 червня 1930 — 20 квітня 2017) — польська скульпторка. Відома завдяки використанню текстилю та гобелену в скульптурі та вважається однією з найвідоміших мисткинь XX сторіччя.

## Біографія
Маґдалена Абаканович народилася 20 червня 1930 у Фалентах в польсько-російській родині (її батько мав частково татарське походження), яка мала дворянське коріння. Після Другої світової війни родина художниці переїхала до міста Тчева.
У 1954 році закінчила Академію мистецтв у Варшаві. Під час навчання Абаканович висловлювала незгоду з єдиним тогочасним напрямком у мистецтві — соцреалізмом, оскільки вважала його занадто консервативним. Під час навчання Магдалина особливо цікавилася трафаретним друком, дизайном текстилю та волокна.
З 1965 року була викладачем, а з 1979 — професором Академії образотворчих мистецтв у Познані. У 1984 році також викладала у Каліфорнійському університеті.
До смерті жила та працювала у Варшаві.

## Творчість

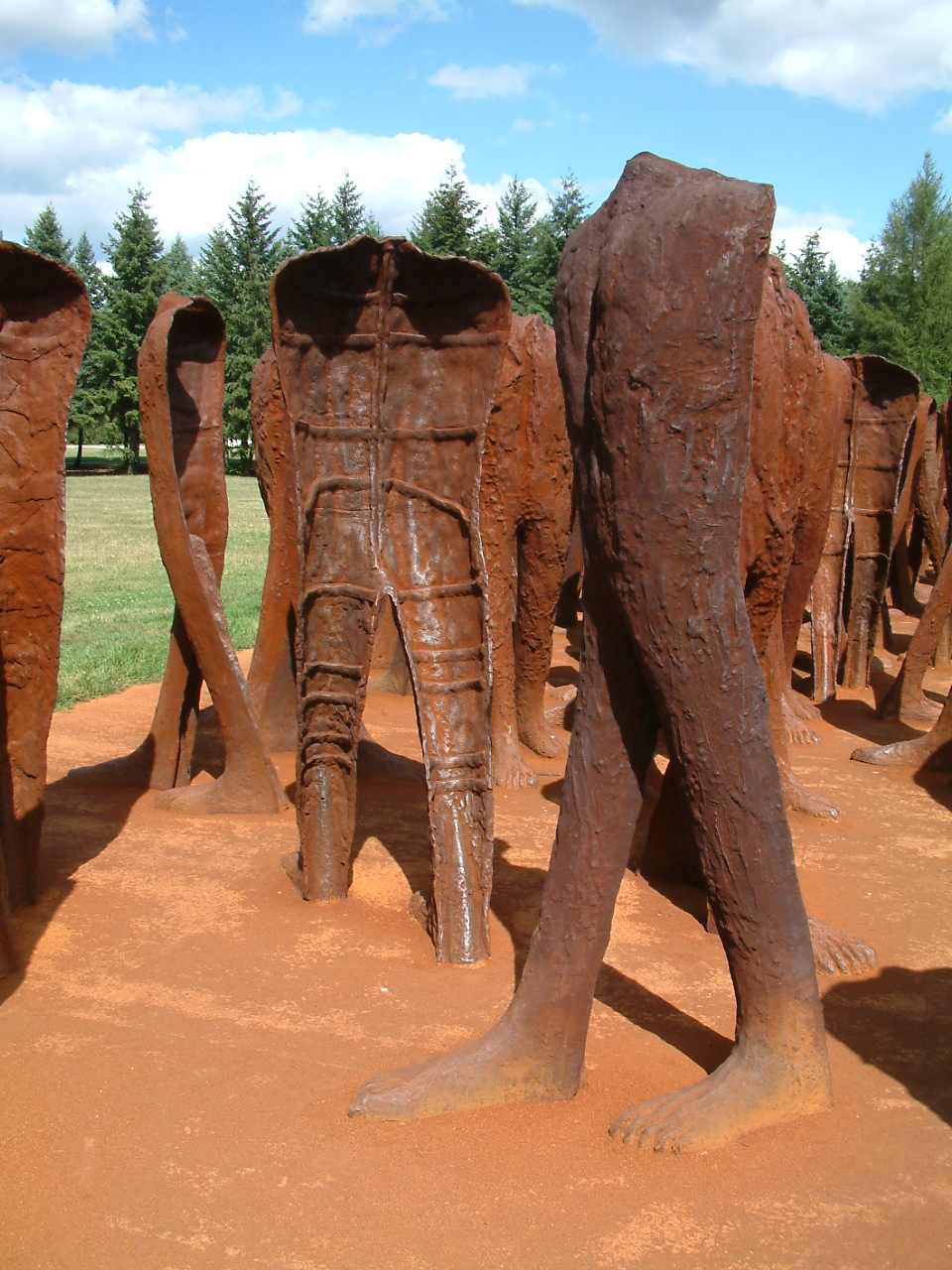
«Неопізнані» в Познані

У 1967 році Маґдалена Абаканович почала роботу над серією абаканів — композицій з гобелену, які мали форму тривимірних людських тіл або земної поверхні розміром до 4 метрів. Ці роботи принесли світову відомість скульпторці.
У 1970-тих вона створила низку монументальних абстрактних скульптур з використанням грубих тканин, зокрема, серію Голови (1973 — 1975) з великої кількості людських голів без облич, серію Зміни (1974 — 1975) з 21 сидячої фігури без голів, Спини (1975 — 1980), що являють собою 80 різних людських тулубів, Катарсис (1984 — 1985) та інші. За задумом мисткині, ці скульптури показували місце людини у тогочасному комуністичному суспільстві.
Наприкінці 1980-тих Абаканович почала широко використовувати у своїй творчості бронзу, а також дерево та камінь. Найвідоміші роботи цього періоду: Бронзовий натовп (1990 — 1991), Воєнні ігри, що являють собою групу стовбурів дерев без гілок, композиція Неопізнані (2002 — 2003), створена до 750-річчя Познані та монументальний комплекс Агора (2004 — 2006) у Чикаго.

## Деякі персональні виставки
- Галерея Хав'єра Фуркада, Нью-Йорк (1985)
- Галерея Turske a. Turske, Цюрих (1988)
- Виставковий палац Мучарнок, Будапешт (1988)
- Stadel Kunstinstitut, Франкфурт-на-Майні (1989)
- Музей мистецтв Сезон, Токіо (1991)
- Центр Мистецтв Вокера, Міннеаполіс (1992)
- Музей сучасного мистецтва, Хіросіма (1993)
- P.S.1 Museum, Нью-Йорк (1993)
- Fundacio Miro, Мальорка (1994)
- Галерея Мальборо, Мадрид (1994)
- Галерея Кордегарда, Варшава (1994)
- Скульптурний парк Йоркширу (1995)
- Міська галерея мистецтв, Манчестер (1995)
- Виставкова зала Шарлоттенборг, Копенгаген (1996)
- Oriel Mostyn, Вельс (1996)
- Галерея Marwan Hoss, Париж (1996)